# Frank Jahnke

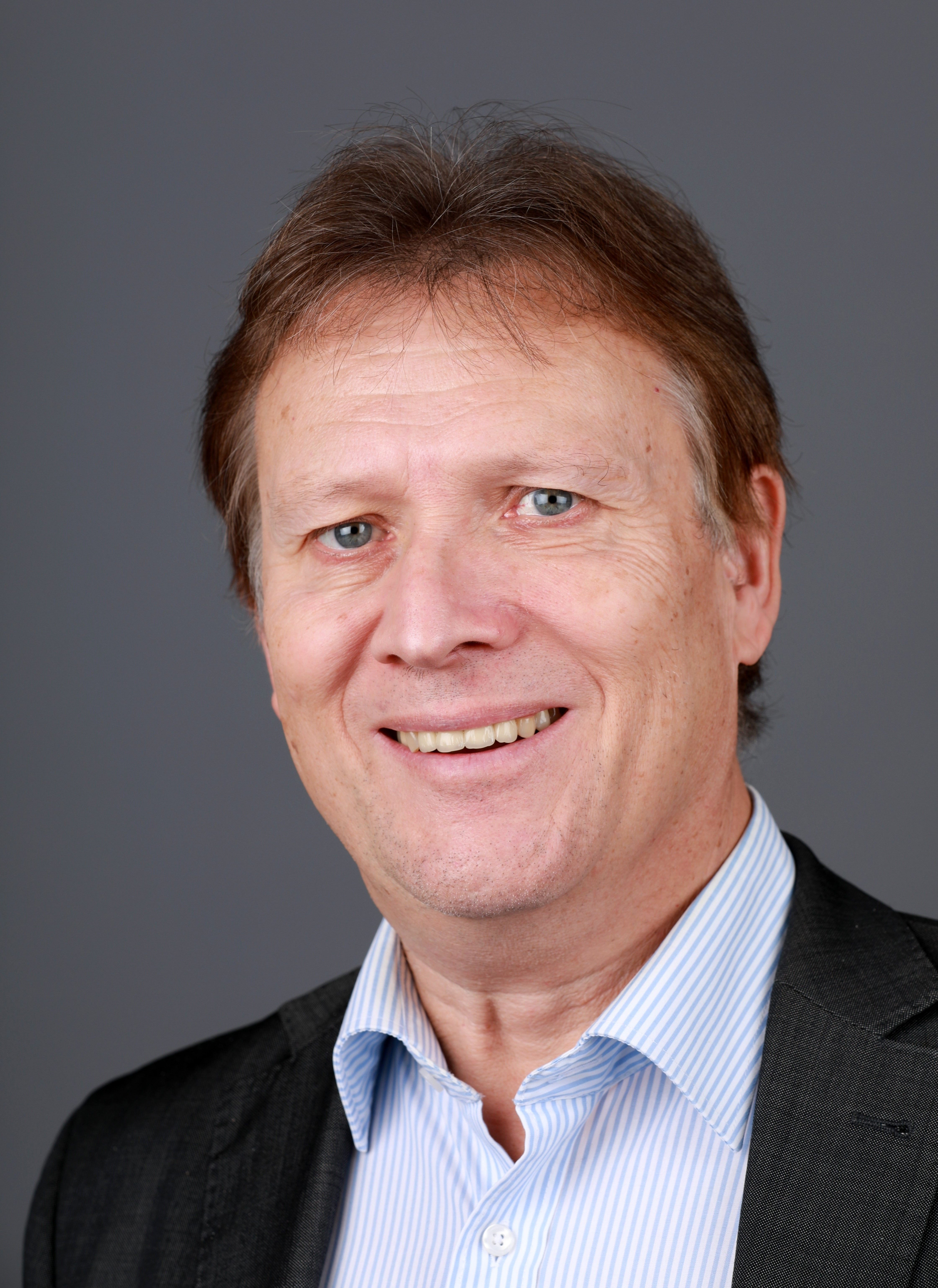
Frank Jahnke (2017)

Frank Jahnke (* 27. Juli 1957 in Berlin) ist ein deutscher Politiker (SPD). Er war von 2001 bis 2021 Mitglied des Abgeordnetenhauses von Berlin. Er war wirtschaftspolitischer und kulturpolitischer Sprecher der SPD-Fraktion im Abgeordnetenhaus.

## Ausbildung und Beruf
Jahnke erlangte 1976 sein Abitur am Gabriele-von-Bülow-Gymnasium in Berlin und studierte Mathematik und Physik in Berlin und Düsseldorf. Anschließend studierte er Volkswirtschaftslehre an der FU Berlin. Am Institut für Wirtschaftspolitik von Hajo Riese arbeitete Frank Jahnke zu Themen der Geldtheorie und der internationalen Finanzwirtschaft. Im Rahmen seiner Diplomarbeit beschäftigte er sich mit der Genesis des Zentralbanksystems anhand der Entwicklung der Bank of England im 19. Jahrhundert bis hin zu Entwürfen supranationaler Geldsysteme im Vorfeld der EURO-Einführung. Seit 1985 ist Jahnke in der Erwachsenenbildung tätig, von 1988 bis 1991 als Mitarbeiter des Gesamtdeutschen Instituts. Ferner arbeitete er als Referent für politische Bildung bei unterschiedlichen Institutionen.

## Politik
Jahnke trat 1979 in Düsseldorf der SPD bei. Insbesondere der deutschland- und friedenspolitische Kurs des damaligen SPD-Vorsitzenden Willy Brandt bewog ihn zum Parteibeitritt. Nach Rückkehr in seine Heimatstadt Berlin wurde Frank Jahnke in der Charlottenburger SPD aktiv, bekleidete dort unterschiedlichste Funktionen auf Abteilungs- und Kreisebene, ehe er bei der Abgeordnetenhauswahl 2001 für den Wahlkreis Charlottenburg-Wilmersdorf 4 direkt gewählt wurde. 
Jahnke ist Mitglied des Kreisvorstandes der SPD Charlottenburg-Wilmersdorf, Landesparteitagsdelegierter und stellvertretender Vorsitzender des Fachausschusses Wirtschaft beim SPD-Landesverband. Ab der 2006 erfolgten direkten Wiederwahl war Jahnke Wirtschaftspolitischer Sprecher der SPD-Fraktion. Er leitete zudem den Gesprächskreis „Moderne Produktion in Berlin“ bei der Friedrich-Ebert-Stiftung, wo Akteure aus Unternehmen, Verbänden, Gewerkschaften sowie aus Wissenschaft und Politik Konzepte zur Reindustrialisierung Berlins erörtern.
Auch bei den Abgeordnetenhauswahlen am 2011 und 2016 gewann Frank Jahnke wieder das Direktmandat für den Wahlkreis Charlottenburg-Wilmersdorf 4. In der 16. Wahlperiode (2011 bis 2016) war er zusätzlich Vorsitzender des Kulturausschusses im Abgeordnetenhaus. In der 17. Legislaturperiode war er erneut Wirtschaftspolitischer Sprecher und ab 2016 auch kulturpolitischer Sprecher. Mitglied war Jahnke zudem im Ausschuss für Europa- und Bundesangelegenheiten, Medien. Er war Vorsitzender des Fraktionsarbeitskreises für Wirtschaft, Energie und Betriebe und damit auch Mitglied des Fraktionsvorstandes.
Zur Abgeordnetenhauswahl 2021 trat er nicht erneut an.

## Persönliches
Vielfältige kulturelle Interessen führten Jahnke u. a. zur Beschäftigung mit Künstlerkolonien und im Jahr 1998 zur Veröffentlichung des Buches „Die Künstlerklause in Schwalenberg - Zur Geschichte der Schwalenberger Malerkolonie“. Frank Jahnke ist seit 1986 verheiratet und hat drei Kinder. 

## Publikationen
- Die Künstlerklause in Schwalenberg. Zur Geschichte der Schwalenberger Malerkolonie. Verbum, Berlin 1998, ISBN 3-928918-64-8